# Kathedraal van Zamboanga
De Kathedraal van Zamboanga, of Metropolitan Cathedral of the Immaculate Conception, is een kathedraal in de Filipijnse stad Zamboanga City. De kathedraal is de zetel van het Rooms-katholieke aartsbisdom Zamboanga. De huidige aartsbisschop van Zamboanga is 2006 Romulo Valles.

## Geschiedenis
De eerste rooms-katholieke kerk in Zamboanga stond aan Plaza Pershing, waar tegenwoordig de Universidad de Zamboanga staat. In 1910, bij het ontstaan van het bisdom Zamboanga, werd deze kerk tot kathedraal gewijd. In 1943 werd de kathedraal door de Japanners gebombardeerd. In 1956 werd een nieuwe kathedraal gebouwd naast de Ateneo de Zamboanga University. Tussen 1998 en 2002 werd de nieuwe kathedraal gebouwd. De kathedraal is gebouwd in een moderne bouwstijl.